# Eurystyles cotyledon
Eurystyles cotyledon es una especie de orquídea de hábito terrestre de la subfamilia Orchidoideae. Se encuentra en América Es la especie tipo del género.

## Descripción
Es una orquídea de pequeño tamaño que prefiere el clima fresco. Tiene hábitos terrestres,  creciendo desde una roseta basal de hojas elípticas, agudas y pecioladas. Florece en el verano en una corta inflorescencia colgante de 2,5 cm de largo con 6 a 8 flores.

## Distribución
Se encuentra en el estado de Minas Gerais y en el  estado de Sao Paulo de Brasil en la Sierra de la Mantiqueira, así como en Costa Rica, Panamá, Colombia, Venezuela, Ecuador y Perú en los bosques nubosos estacionalmente secos en alturas de 500 a 3150 metros.  

## Sinonimia
- Trachelosiphon columbianum Schltr., Repert. Spec. Nov. Regni Veg. Beih. 7: 69 (1920).
- Trachelosiphon paranaense Schltr., Repert. Spec. Nov. Regni Veg. 16: 327 (1920).
- Eurystyles auriculata Schltr., Repert. Spec. Nov. Regni Veg. Beih. 19: 86 (1923).
- Eurystyles colombiana (Schltr.) Schltr., Repert. Spec. Nov. Regni Veg. Beih. 35: 39 (1925).
- Eurystyles paranaensis (Schltr.) Schltr., Arch. Bot. São Paulo 1: 193 (1926).
- Stenoptera roehlii Schnee, Bol. Acad. Ci. Fís. 9: 249 (1946).[1][2][3]